# Girolamo Rolandi
Girolamo Carlo Vittorio Rolandi, Barone (Albenga, 11 marzo 1827 – Roma, 12 dicembre 1899), è stato un militare e politico italiano.

## Biografia
Nato nel 1827 ad Albenga da Antonio Rolandi e Amalia Dania. Ereditò il titolo di Barone dal padre. Ammesso all'accademia di Torino nel 1842 ha combattuto in Crimea e preso parte a tutte le campagne risorgimentali. Combatté in Crimea nel 1855, arrivando al titolo di colonnello nel 1870 e tenente generale nel 1884. Nel 1890 si iscrisse alla facoltà di Giurisprudenza nel quale si laureò nel 1894. Collocato in posizione ausiliaria si dedica alla vita politica, eletto dapprima nel collegio di Savona (Genova II) nel gruppo di sinistra, quindi nominato senatore a vita dopo la collocazione a riposo per limiti di età.